# Wasserstoff-Dichtheitsprüfung
Die Wasserstoffdetektion wird standardmäßig zur Überprüfung eines Wasserstoff-Überdruckbehälters oder einer -Installation auf Lecks und Fehler eingesetzt. Dies ist wichtig, da Wasserstoffkonzentrationen von 4 % bis 75 %, die mit Luft gemischt sind (ca. 40.000 ppm), explosiv sein können.

## Prüfverfahren

### Hydrostatiktest
Der hydrostatische Test. Hierbei wird die Apparatur mit einer nahezu unkomprimierbaren Flüssigkeit, üblicherweise Wasser oder Öl gefüllt und nach Beaufschlagung der Apparatur mit einem Überdruck auf Verformungen und Lecks untersucht. Üblich sind hier 150 % des Nenndrucks, um einen gewissen Sicherheitsspielraum zu haben.

### Heliumlecktest
Beim Heliumlecktest wird die Apparatur mit Helium, dem leichtesten Inertgas als Prüfgas geflutet und ein Vakuum um die Apparatur herum erzeugt. Dann wird deren Dichtigkeit mit einem Heliumdetektor, der kleinste Konzentrationen (1:10.000.000 Teilchen) messen kann, geprüft. Bei diesem Verfahren nutzt man vorteilhaft die Eigenschaft des Heliums, selbst durch kleinste Risse zu entweichen, aus.

### Wasserstoff-Mikrosensortest
Beim sogenannten Wasserstoff-Mikrosensortest wird die Apparatur wird mit einem Prüfgasgemisch aus 95 % Stickstoff und 5 % Wasserstoff geflutet. Dieser niedrige Wasserstoff-Volumenanteil ist erforderlich, da ein Wasserstoffgemisch mit weniger als 5,7 Volumenprozent Wasserstoff nicht entflammbar ist. Die Anlage wird nun mithilfe eines mikroelektronischen Handsensors auf ausströmendes Wasserstoffgas überprüft. Dieser Sensor kann Wasserstofflecks mit einer minimalen Flussrate von 5 · 10−7 cm³/s nachweisen. Vorteil dieser Methode ist der gegenüber dem Heliumlecktest viel geringere Aufwand. Außerdem ist das verwendete Prüfgas billiger als das Helium.

## Verwendungszwecke

### Raumüberwachung
Da Wasserstoff das Element mit der geringsten Dichte ist, steigt es auf. Somit kommt in der Raumüberwachung ein stationäres Messinstrument zum Einsatz, welches am höchsten Punkt im Raum, an dem sich Wasserstoff ansammeln könnte, installiert wird.

### Überwachung in Fertigungsanlagen
Ein fest montierter Sensor, der in Fertigungsstraßen und anderen industrielle Installationen zum Einsatz kommt.

### Tragbares Messgerät
Ein leichtgewichtiges, mobiles Instrument mit einem Sensor, der mit Punktberührung arbeitet.